# Финский реальный лицей (Выборг)
Финский реальный лицей (фин. Viipurin suomalainen realilyseo) — среднее общеобразовательное заведение, существовавшее в период с конца XIX века до 1923 года в Выборге. Здание бывшего лицея в центре города Выборга (улица Советская, дом 7) включено в перечень памятников архитектуры.

## История
В 1860-х годах в Великом княжестве Финляндском началось введение финского языка в официальное делопроизводство. Вслед за этим в 1872 году была проведена реформа народного образования, в результате которой уменьшилось значение шведо- и немецкоязычных учебных заведений ввиду создания сети финских классических и реальных лицеев, соответствовавших гимназиям и реальным училищам Российской империи. В связи с этим под руководством выборгского губернского архитектора Ю. Я. Аренберга, предпочитавшего стиль неоренессанс, в ходе строительства нового городского центра на месте разобранных укреплений Рогатой крепости на соседних участках были возведены здания открытых по указу императора Александра III новых восьмилетних учебных заведений для мальчиков: Выборгского классического лицея и Выборгского реального лицея (в классическом лицее большее внимание уделялось изучению латинского языка и древней истории, а в реальном — изучению прикладных дисциплин). Аналогичным русским учебным заведением было Выборгское реальное училище.
Здание реального лицея было спроектировано Ю. Я. Аренбергом в 1894 году в стиле неоренессанса по образцу флорентийских палаццо. Трёхэтажная постройка с массивным карнизом выделяется полуциркулярными окнами и кирпичной облицовкой верхнего этажа. По мнению исследователей, здание принадлежит к числу наиболее видных работ Аренберга. В соседних кварталах расположены другие его работы, такие, как дом губернатора, почтамт и несколько корпусов классического лицея.
Финский реальный лицей размещался в здании до 1923 года, после чего его сменил двойной лицей (kaksoislyseo, крупнейшее среднее учебное заведение в Выборге в 1918—40 годах), а в 1936—1939 годах — вторая финская женская гимназия, закрытая в результате советско-финской войны (1939—1940).
В послевоенное время здание последовательно занимали различные учебные заведения, в том числе средняя школа-интернат № 1 (1957—1979) и дом пионеров, перемещённый из здания на Красной площади. С 1991 года бывший лицей входит в комплекс зданий Выборгской гимназии.